# EurAsia Cup 2016
Navigation
2014 2018

La 2e édition de l'EurAsia Cup a eu lieu du 15 janvier au 17 janvier 2016 au Glenmarie Golf and Country Club de Shah Alam (près de Kuala Lumpur) en Malaisie.
L'équipe européenne remporte la compétition sur le score de 18½ à 5½.

## Le format
Le tournoi se déroule dans un format de Match-play entre deux équipes de 12 joueurs représentant l'Europe et l'Asie. Le premier jour se déroule 6 matchs en Four-ball, le deuxième jour 6 matchs en Foursomes et le dernier jour 12 matchs en simple. Chaque victoire par match rapporte 1 point, et en cas d'égalité, chaque équipe marquent ½ point. Les 24 matches rapportent 24 points, la première équipe à atteindre 12½ gagne la coupe.

## Le parcours
Le parcours du Glenmarie Golf and Country Club de Shah Alam lors de cette EurAsia Cup, comprend 72 trous (36 à l'aller, 36 au retour) pour une longueur totale de 6 404 mètres.
| Aller | Aller | Aller             | Retour | Retour | Retour            |
| N°    | Par   | Distance (mètres) | N°     | Par    | Distance (mètres) |
| ----- | ----- | ----------------- | ------ | ------ | ----------------- |
| 1     | 4     | 357               | 10     | 4      | 375               |
| 2     | 3     | 155               | 11     | 5      | 488               |
| 3     | 5     | 491               | 12     | 3      | 147               |
| 4     | 4     | 392               | 13     | 4      | 385               |
| 5     | 3     | 189               | 14     | 4      | 374               |
| 6     | 5     | 503               | 15     | 4      | 373               |
| 7     | 4     | 360               | 16     | 5      | 518               |
| 8     | 4     | 368               | 17     | 3      | 184               |
| 9     | 4     | 372               | 18     | 4      | 373               |
| Aller | 36    | 3 187             | Retour | 36     | 3 217             |

## Les équipes
| Europe              | Europe                      | Asie                 | Asie                                |
| ------------------- | --------------------------- | -------------------- | ----------------------------------- |
|                     |                             |                      |                                     |
| Capitaines          |                             |                      |                                     |
| Darren Clarke       | Darren Clarke               | Jeev Milkha Singh    | Jeev Milkha Singh                   |
| Joueur              | Note                        | Joueur               | Note                                |
| Kristoffer Broberg  | débutant                    | An Byeong-hun        | débutant                            |
| Victor Dubuisson    | 2e participation            | Kiradech Aphibarnrat | 2e participation                    |
| Ross Fisher         | débutant                    | Shiv Chawrasia       | débutant                            |
| Matthew Fitzpatrick | débutant                    | Danny Chia           | débutant                            |
| Søren Kjeldsen      | débutant                    | Nicholas Fung        | Choix du capitaine débutant         |
| Shane Lowry         | débutant                    | Thongchai Jaidee     | 2e participation                    |
| Ian Poulter         | Choix du capitaine débutant | Shingo Katayama      | débutant                            |
| Andy Sullivan       | débutant                    | Kim Kyung-tae        | débutant                            |
| Lee Westwood        | Choix du capitaine débutant | Anirban Lahiri       | 2e participation                    |
| Bernd Wiesberger    | débutant                    | Prayad Marksaeng     | Choix du capitaine 2e participation |
| Danny Willett       | débutant                    | Wang Jeung-hun       | Choix du capitaine débutant         |
| Chris Wood          | débutant                    | Wu Ashun             | Choix du capitaine débutant         |

Sélection des joueurs.
- L'équipe d'Asie[5] :
  - 4 meilleurs golfeurs disponibles issus du classement du Tour asiatique de 2015[6] ; Anirban Lahiri (1e), Shiv Chawrasia (4e), Thongchai Jaidee (6e) et Danny Chia (8e).
  - 4 meilleurs golfeurs asiatique disponibles issus de l’Official World Golf Ranking à la date du 14 décembre 2015 ; An Byeong-hun (28e), Kiradech Aphibarnrat (37e), Kim Kyung-tae (59e) et Shingo Katayama (60e).
  - 4 golfeurs issus du choix du capitaine ; Prayad Marksaeng, Wu Ashun, Wang Jeung-hun et Nicholas Fung.

- L'équipe d'Europe :
  - 10 meilleurs golfeurs disponibles issus du classement de la Race to Dubai 2015[7] ; Danny Willett (2e), Shane Lowry (5e), Andy Sullivan (8e), Bernd Wiesberger (9e), Victor Dubuisson (11e), Matthew Fitzpatrick (12e), Kristoffer Broberg (14e), Søren Kjeldsen (15e), Chris Wood (17e) et Ross Fisher (19e). « Rory McIlroy (1e), Justin Rose (4e), et Henrik Stenson (18e) ont choisi de ne pas participer[8] ».
  - 2 golfeurs issus du choix du capitaine ; Ian Poulter et Lee Westwood

## La compétition

### Première journée
Vendredi 15 janvier 2016
| Europe                            | Résultats       | Asie                                |
| --------------------------------- | --------------- | ----------------------------------- |
| Ian Poulter Bernd Wiesberger      | Europe : 4 et 3 | Anirban Lahiri Wang Jeung-hun       |
| Danny Willett Matthew Fitzpatrick | Asie : 3 et 1   | An Byeong-hun Thongchai Jaidee      |
| Victor Dubuisson Søren Kjeldsen   | Égalité         | Danny Chia Nicholas Fung            |
| Ross Fisher Kristoffer Broberg    | Europe : 6 et 4 | Prayad Marksaeng Kim Kyung-tae      |
| Shane Lowry Andy Sullivan         | Europe : 2 et 1 | Shingo Katayama Wu Ashun            |
| Lee Westwood Chris Wood           | Europe : 2 et 1 | Shiv Chawrasia Kiradech Aphibarnrat |
| 4½                                | Session         | 1½                                  |
| 4½                                | Au général      | 1½                                  |

### Deuxième journée
Samedi 15 janvier 2016
| Europe                           | Résultats       | Asie                                |
| -------------------------------- | --------------- | ----------------------------------- |
| Ian Poulter Danny Willett        | Europe : 3 et 2 | An Byeong-hun Thongchai Jaidee      |
| Bernd Wiesberger Ross Fisher     | Europe : 2 up   | Kim Kyung-tae Wang Jeung-hun        |
| Kristoffer Broberg Chris Wood    | Asie : 2 up     | Shiv Chawrasia Kiradech Aphibarnrat |
| Shane Lowry Andy Sullivan        | Europe : 3 et 2 | Prayad Marksaeng Shingo Katayama    |
| Søren Kjeldsen Victor Dubuisson  | Égalité         | Danny Chia Nicholas Fung            |
| Lee Westwood Matthew Fitzpatrick | Europe : 5 et 4 | Anirban Lahiri Wu Ashun             |
| 4½                               | Session         | 1½                                  |
| 9                                | Au général      | 3                                   |

### Troisième journée
Dimanche 16 janvier 2016
| Europe              | Résultats       | Asie                 |
| ------------------- | --------------- | -------------------- |
| Ian Poulter         | Europe : 4 et 3 | Danny Chia           |
| Danny Willett       | Europe : 3 et 1 | An Byeong-hun        |
| Andy Sullivan       | Europe : 4 et 3 | Thongchai Jaidee     |
| Matthew Fitzpatrick | Europe : 2 up   | Kiradech Aphibarnrat |
| Shane Lowry         | Asie : 2 et 1   | Anirban Lahiri       |
| Bernd Wiesberger    | Asie : 3 et 2   | Kim Kyung-tae        |
| Lee Westwood        | Europe : 7 et 6 | Nicholas Fung        |
| Ross Fisher         | Égalité         | Wang Jeung-hun       |
| Chris Wood          | Europe : 1 up   | Shiv Chawrasia       |
| Kristoffer Broberg  | Europe : 5 et 4 | Shingo Katayama      |
| Victor Dubuisson    | Europe : 1 up   | Wu Ashun             |
| Søren Kjeldsen      | Europe : 3 et 2 | Prayad Marksaeng     |
| 9½                  | Session         | 2½                   |
| 18½                 | Au général      | 5½                   |

## Autre compétition similaires
- Ryder Cup : Compétition masculine par équipes, se déroulant les années paires, sous un format similaire et mettant face à face l'Europe opposés aux États-Unis.
- Presidents Cup : Compétition masculine par équipes, se déroulant les années impaires, sous un format similaire et mettant face à face les États-Unis et une équipe Internationale non européenne.
- Seve Trophy : Compétition masculine par équipes, se déroulant les années impaires, sous un format similaire et mettant face à face le Royaume-Uni et l'Irlande opposés à l'Europe continentale.
- Royal Trophy : Compétition masculine par équipes, se déroulant tous les ans, sous un format similaire et mettant face à face l'Europe opposés à l'Asie.